# Деге (уезд)
Деге (тиб. སྡེ་དགེ, Вайли: Sde-dge, тиб. пиньинь: Dêgê; кит. упр. 德格, пиньинь Dégé, палл. Дэгэ) находится в Гардзе-Тибетском автономном округе в провинции Сычуань в Китае. Центром уезда является посёлок Гэнцин.

## Население
Согласно переписи населения 2000 года, в уезде проживает 63 989 человек:

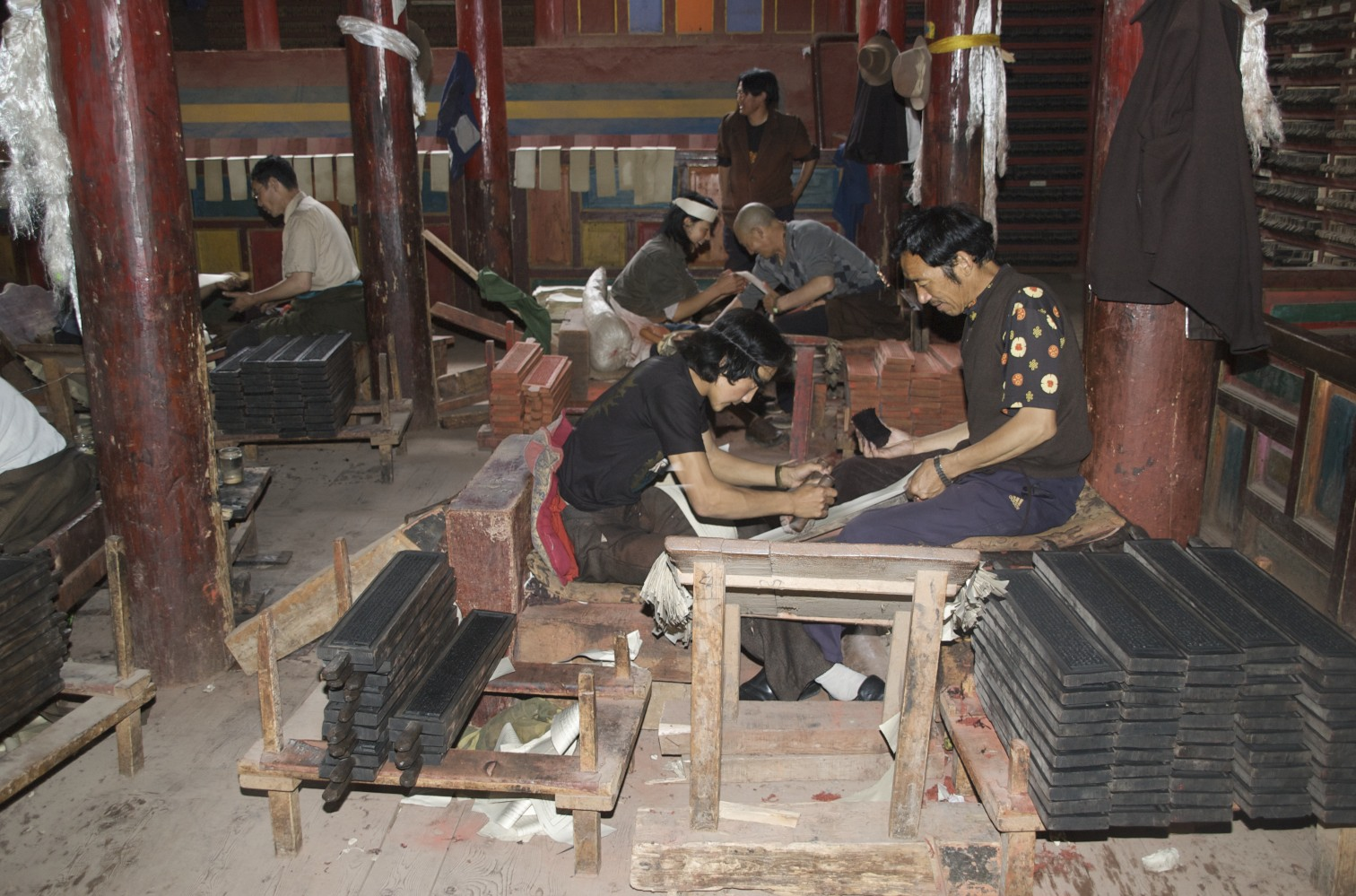
Типография в Деге

| Народ   | Количество жителей | Доля   |
| ------- | ------------------ | ------ |
| Тибетцы | 62 145             | 97,12% |
| Китайцы | 1.681              | 2,63%  |
| Хуэйцзу | 90                 | 0,14%  |
| И       | 15                 | 0,02%  |
| Уйгуры  | 9                  | 0,01%  |
| Салары  | 9                  | 0,01%  |
| Бай     | 7                  | 0,01%  |
| Цян     | 5                  | 0,01%  |
| Монголы | 5                  | 0,01%  |
| Мяо     | 5                  | 0,01%  |
| Другие  | 18                 | 0,03%  |

## История
Прежде на территории уезда располагалось княжество Деге. В летописях княжества прослеживается 1300-летняя история правящей династии. В 1727 году княжество пало и было занято китайцами. Территория вошла в область Кам.
В 1909 году была учреждена область Дэхуа (德化州). После Синьхайской революции в Китае была проведена реформа структуры административного деления, и в 1913 году область Дэхуа была преобразована в уезд Дэхуа (德化县). В 1914 году уезд был переименован в Дэгэ.
В 1939 году была создана провинция Сикан и уезд вошёл в её состав.
В апреле 1950 года в составе провинции Сикан был образован Специальный район Кандин (康定专区), и уезд вошёл в его состав; в декабре 1950 года Специальный район Кандин был переименован в Тибетский автономный район провинции Сикан (西康省藏族自治区). В 1955 году провинция Сикан была расформирована, и район был передан в состав провинции Сычуань; так как в провинции Сычуань уже имелся Тибетский автономный район, то бывший Тибетский автономный район провинции Сикан сменил название на Гардзе-Тибетский автономный округ.
В 1978 году был расформирован уезд Дэнкэ (邓柯县), и часть его территории была передана уезду Деге.

## Административное деление
Уезд Деге делится на 2 посёлка и 24 волости.

## Буддийские монастыри
На территории уезда расположено немало известных буддийских монастырей.
- Монастырь Дзонгсар школы Сакья
- Монастырь Гонгчен школы Сакья в Деге
- Монастырь Паркханг в Дэгэ, в котором расположена знаменитая буддийская типография
- Монастырь Палпунг, резиденция Тай Ситу школы Карма Кагью
- Монастырь Дзогчен, представляет также практику Дзогчен. Один из шести материнских монастырей школы Ньингма[2]
- Монастырь Шечен [3]. Один из шести материнских монастырей школы Ньингма.
- Монастырь Катог. Один из шести материнских монастырей школы Ньингма.

## Транспорт
- Автомагистраль Годао 317